# ديمبا سو
ديمبا سو (3 يوليو 1993 بلو هافر في فرنسا - ) هو لاعب كرة قدم موريتاني في مركز قلب الدفاع. شارك مع منتخب موريتانيا لكرة القدم. أما مع النوادي، فقد لعب مع نادي لوهافر وESM Gonfreville ‏.

## وصلات خارجية
- ديمبا سو على موقع قاعدة بيانات كرة القدم.إي يو (الإنجليزية)
- ديمبا سو على موقع ناشيونال فوتبول تيمز (الإنجليزية)
- ديمبا سو على موقع Soccerway.com (الإنجليزية)